# Loja Quatuor Coronati
Loja Quatuor Coronati Nº 2076 é uma Loja Maçônica londrina dedicada a pesquisas maçônicas. Ela se encontra no Freemasons' Hall, na rua Great Queen Street . O seu título (Quatuor Coronati) significa, em latim, Quatro Coroados, uma referência à lenda dos Quatro Mártires Coroados.
Nove maçons (Sir Charles Warren, William Harry Rylands, Robert Freke Gould, Rev. Adolphus Frederick Alexander Woodford, Sir Walter Besant, John Paul Rylands, Major Sisson Cooper Pratt, William James Hughan, and George William Speth), insatisfeitos com a maneira como a história da Maçonaria havia sido exposta no passado, fundaram a Loja em 1884. Eles insistiam em utilizar uma abordagem para o estudo da história maçônica baseada em evidências. Como tal, essa abordagem era nova e incomum, e eles pretendiam que os resultados deveriam "substituir os escritos imaginativos de antigos autores sobre a história da Maçonaria".
Em adição às reuniões trimestrais onde artigos são apresentados e os apresentadores questionados, a loja publica anualmente o Ars Quatuor Coronatorum, que é um registro de todos os artigos apresentados na Loja, bem como outros artigos e comentários aceitos para publicação, e ela mantém o Círculo de Corespondência Quatuor Coronati (Quatuor Coronati Correspondence Circle - QCCC) que permite a participação de maçons do mundo todo.